# Ghost World
Ghost World: Món Fantasmal és una novel·la gràfica escrita i il·lustrada per Daniel Clowes que narra la història de dues joves adolescents americanes a punt d'entrar a la maduresa. Aquest còmic va aparèixer per primer cop el 1993 a la revista Eightball i la primera publicació en forma de llibre va ser a càrrec de l'editorial Fantagraphics Books, el 1997.
Ghost World: Món fantasmal ha estat publicat en català el 2008 per Ediciones La Cúpula.
L'any 2001 se'n va fer una adaptació cinematogràfica, dirigida per Terry Zwigoff i interpretada per Thora Birch, Scarlett Johansson, Brad Renfro, Illeana Douglas i Steve Buscemi, entre d'altres.